# يوهانس فيرمير
يوهانِس فيرمير والمعروف باسم فيرمير (بالهولندية: Johannes Vermeer) (1632-1675م) هو رسام هولندي في الفترة الباروكية، ولد في بلدة دلفت الهولندية. يعتبر من أكبر فناني القرن الـ17 الميلادي في أوروبا. كان متخصصًا في رسم المشاهد الداخلية المنزلية لحياة الطبقة الوسطى. يُعتبر يوهانس رسامًا محليًا ناجحًا نوعًا ما، ومن الواضح أنه لم يكن ثريًا، فقد ترك زوجته وأطفاله غارقين في الديون عند وفاته، وربما يعود سبب ذلك لإنتاجه عددًا قليلًا نسبيًا من اللوحات الزيتية. عمل فيرمير ببطء واهتمام شديدين، وكثيرًا ما كان يستخدم الأصباغ باهظة الثمن. اشتُهر بشكل خاص بمعالجته الفريدة واستخدامه للضوء في أعماله.
رسم فيرمير في معظم لوحاته مشاهد منزلية داخلية، «ومن الواضح أن جميع المشاهد في لوحاته جرت في غرفتين صغيرتين ضمن منزله في دلفت، إذ يظهر نفس الأثاث والديكورات في ترتيبات مختلفة، وكثيرًا ما صور نفس الأشخاص وكان معظمهم من النساء». عُرف خلال حياته في دلفت ولاهاي، لكن شهرته المتواضعة أفسحت مجالًا للغموض بعد وفاته. لم يُذكر إلا بالكاد في كتاب المصدر الرئيسي لأرنولد هوبراكن في القرن السابع عشر (المسرح الكبير للرسامين الهولنديين والفنانات النساء)، وهكذا فقد حُذف من الدراسات الاستقصائية اللاحقة للفن الهولندي لما يقارب قرنين من الزمن. اكتُشف فيرمير من قبل غوستاف فريدريك واغن وثيوفل ثوري برغر، عندما نشرا مقالًا يحتوي على 66 صورة لفيرمير على الرغم من أن 34 لوحة فقط تُنسب إليه اليوم. اتسعت شهرة فيرمر منذ ذلك الحين ليصبح معروفًا بصفته واحدًا من أعظم الرسامين في العصر الذهبي الهولندي. لم يسافر فيرمر إلى الخارج قط، وكذلك فعل العديد من الفنانين الهولنديين في العصر الذهبي أمثال رامبرانت وفرانز هالزن، وكان فيرمير كما رامبرانت تاجرًا ومقتنيًا متعطشًا للأعمال الفنية.

## حياته

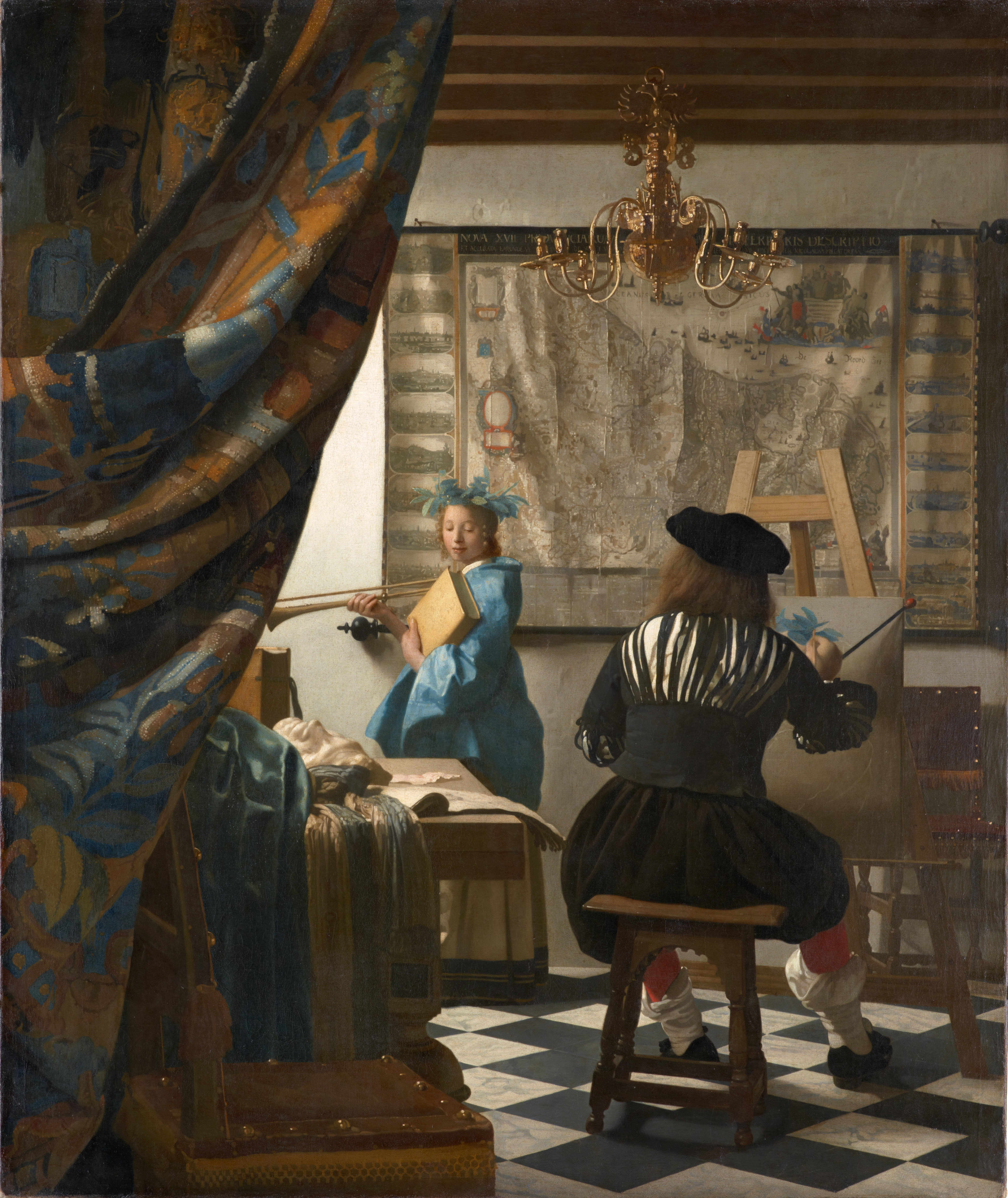
فَنّ الرسَم لوحة زيتية من القرن السابع عشر بريشة يوهانس فيرمير. معروضة في متحف تاريخ الفنون في فيينا. رسم فيرمير اللوحة بأسلوب خداعي (تقليد فني يبتكر فيه الفنان عملًا فنيًا يبدو من خلاله أنه يشارك المساحة المادية مع المشاهد)، إن تكوينها وتصويرها يجعله أكثر أعمال فيرمير تعقيدًا على الإطلاق.

لم يُعرف الكثير عن حياة فيرمير حتى وقت قريب، إذ يبدو أنه كرس حياته من أجل فنه حيث عاش في مدينة دلفت، وحتى القرن التاسع عشر كانت المصادر الوحيدة للمعلومات المتعلقة به هي عبارة عن بعض السجلات والوثاق الرسمية وتعليقات لفنانين آخرين، ولهذا فقد أسماه ثوري برغر «سفنكس من دلفت». أضاف جون مايكل مونتياس تفاصيل عن الأسرة كان قد حصل عليها من أرشيف مدينة دلف إلى دراسته الاجتماعية والاقتصادية للقرن السابع عشر (1982).

### حياته المهنية
ليس من الواضح أين ومع من تدرب فيرمير ليصبح رسامًا، إلا أن هناك بعض التكهنات التي تشير إلى أنه ربما كان تلميذًا لدى كاريل فابريتيوس، بناءً على التفسير المثير للجدل لنص كتبه آرنولد بون في عام 1668، ولم يجد مؤرخو الفن دليلًا قاطعًا يدعم ذلك. تعامل الخبير ليونرت برامر مع فيرمير بصفته صديقًا له، ولكن أسلوبهما بالرسم كان مختلفًا إلى حد ما. يقترح ليدتك أن فيرمر تعلم الرسم معتمدًا على نفسه ومستفيدًا من المعلومات التي حصل عليها من أحد معارف والده. يعتقد بعض العلماء أن فيرمر قد تدرب على يد الرسام الكاثوليكي أبراهام بلومارت. يتشابه أسلوب فيرمر مع أسلوب البعض من أوترخت كارافاجيستش، الذين تصوَّر أعمالهم باعتبارها لوحات داخل لوحات يمكن رؤيتها في خلفية العديد من أعماله.
أصبح فيرمير عضوًا في نقابة القديس لوك في 29 ديسمبر من عام 1653، وهي جمعية تجارية للرسامين، وتوضح سجلات النقابة أن فيرمر لم يدفع رسوم الانتساب المعتادة. لم يكن فيرمير الوحيد الذي واجه ظروفًا مالية صعبة فقد كانت سنة الطاعون والحرب والأزمة الاقتصادية، إضافة إلى معاناة المدينة في عام 1654 من الانفجار الرهيب المعروف باسم رعد دلفت الذي دمر جزءًا كبيرًا منها. لعلَّ مقتني الأعمال الفنية المحلي بيتر فان روجفين قد أقرض المال لفيرمير في عام 1657. يبدو أن فيرمير استمد إلهامه من فناني العصر الذهبي في هولندا من لايدن، وكان يرد على سوق لوحات جيرارد دو الذي باع لوحاته بأسعار باهظة. ومن الممكن أن يكون دو قد أثر على بيتر دي هوش وغبرييل ميتسو أيضًا. فرض فيرمير أسعارًا أعلى من المتوسط لأعماله التي اشتراها مقتنٍ مجهول الهوية.

## الأسلوب

الفتاة ذات القرط اللؤلؤي هي لوحة زيتية رسمت في القرن السابع عشر بريشة الرسام الهولندي يوهانس فيرمير. تعد من أشهر أعمال الفنان على الإطلاق، يصور العمل وجه فتاة ترتدي وشاحاً وقرطاً لؤلؤياً. كانت اللوحة في مجموعة لوحات متحف ماورتشوس في لاهاي منذ عام 1902.

ربما يكون فيرمير قد نفذ لوحاته لأول مرة على غرار معظم الرسامين في ذلك الوقت مستخدمًا إما ظلالًا أحادية اللون من الرمادي («غريسيل») أو لوحة ألوان خاصة من تدرجات اللونين البني والرمادي («التلوين الخامد»)، ثم طبق فوقها المزيد من الألوان المشبعة (الأحمر والأصفر والأزرق) على شكل طلاء شفاف. لم تنسب أي رسوم إلى فيرمير بشكل إيجابي، ولم تقدم لوحاته سوى القليل من الدلائل على الأساليب التحضيرية.

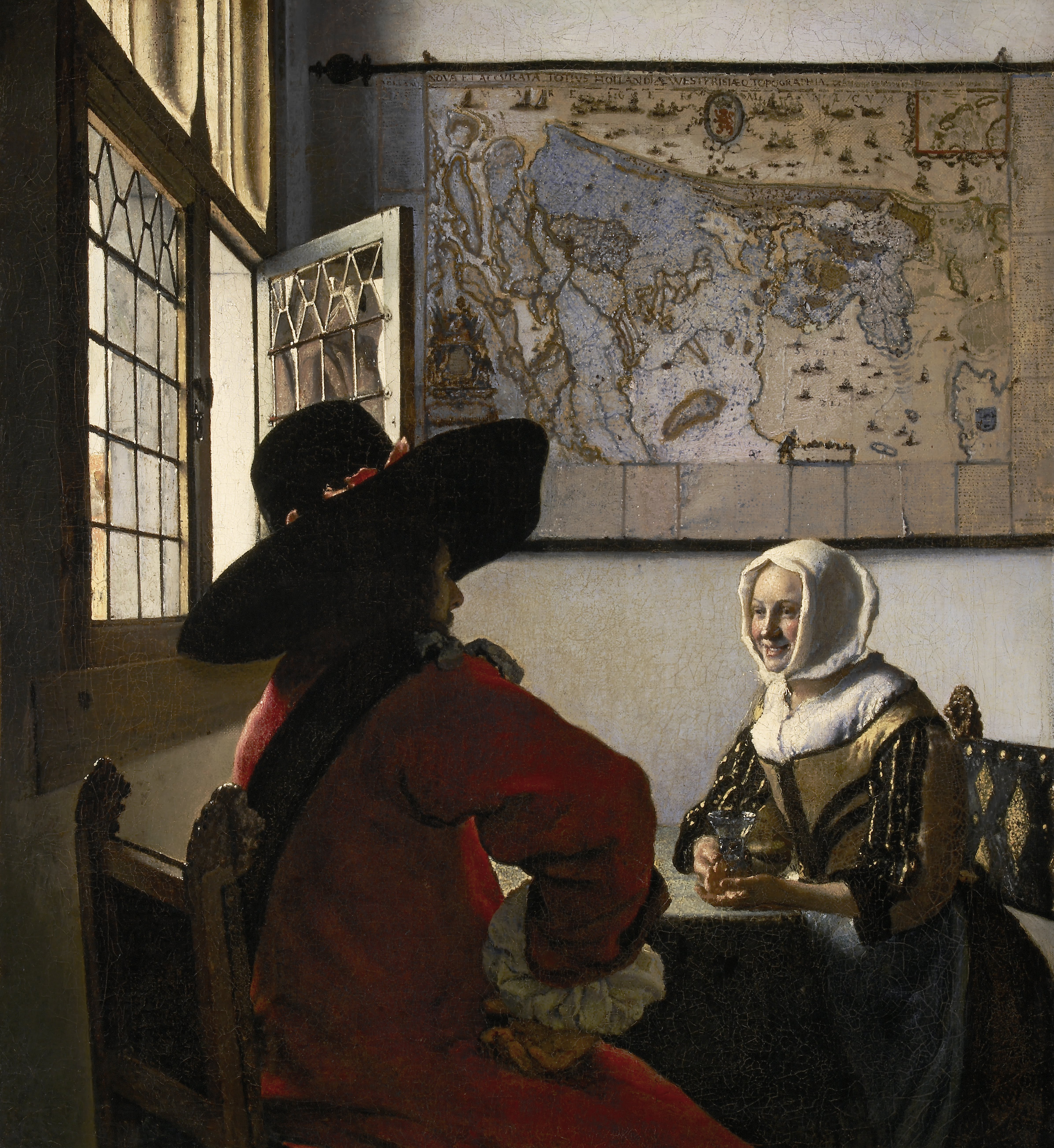
الضَابِطٌ والفَتاة الضَاحَكَهُ لوحة زيتية من القرن السابع عشر بريشة يوهانس فيرمير. رسمها حوالي سنة 1657. هي الآن واحدة من ثلاث لوحات لفيرمير في مجموعة فريك في نيويورك. تصور اللوحة جنديًا يرتدي قبعة كبيرة جالسًا وظهره للمشاهد، يتحدث مع فتاة مبتسمة تحمل كأسًا في يدها. أشعة الشمس الساطعة تغمر الفتاة مع وجود خريطة كبيرة على الحائط.

يعد فيرمير الفنان الوحيد من القرن السابع عشر الذي استخدم الصباغ اللازوردي باهظ الثمن (صبغة اللازورد الطبيعية) بسخاء أو في وقت مبكر من حياته المهنية. لم يستخدم فيرمير هذا الصباغ في العناصر الطبيعية التي تمتلك هذا اللون فحسب، إذ يجب فهم ألوان الأرضية البني المصفر والبرتقالي على أنها ضوء دافئ في الداخل المضاء بشدة في اللوحة، ما يعكس ألوانها المتعددة على الجدار، ومن خلال هذه الطريقة ابتكر عالمًا أكثر كمالًا من أي عالم كان قد شهده. استوحى طريقة عمله هذه على الأرجح من فهمه لملاحظات دافنشي التي تنص على أن سطح كل كائن يساهم في تشكيل لون الكائن المجاور له، ما يعني أنه لا يوجد شيء يظهر بالكامل في لونه الطبيعي.
يوجد استخدام مشابه لصبغة اللازورد الطبيعية أكثر تميزًا لكنه أقل فاعلية، ويظهر في لوحة «الفتاة مع كأس النبيذ»، إذ تعتمد ظلال فستان الساتان الأحمر على صبغة اللازورد الطبيعية وبفضل طبقة الطلاء الزرقاء الأساسية، يكتسب خليط صباغ اللك ومسحوق الزنجفر المطبق عليها مظهرًا أرجوانيًا باردًا ونقيًا يجعله أكثر قوة.

### مواد الرسم
اعتبر اختيار فيرمير للأصباغ أحد جوانب أسلوب الرسم الدقيق الخاص به، فهو يشتهر باستخدامه المتكرر لصبغة اللازورد باهظة الثمن (فتاة الحليب)، والرصاص والقصدير الأصفر (سيدة تكتب خطابًا)، والأليزارين (المسيح في منزل مارثا وماري)، ومسحوق الزنجفر. استخدم أيضًا الأزوريت والفحم العظمي والمغرة. ودُحض ادعاء استخدامه للأصفر الهندي في لوحة «امرأة تحمل ميزان» من خلال تحليل للأصبغة.
اكتُشف نحو 20 صباغًا فقط في أعمال فيرمير، يوجد من بينها 7 أصباغ رئيسية استخدمها فيرمير كثيرًا في أعماله منها الرصاص الأبيض والمغرة الصفراء ومسحوق الزنجفر والأليزارين والأرض الخضراء والأمبر الخام والفحم العظمي.

## المواضيع

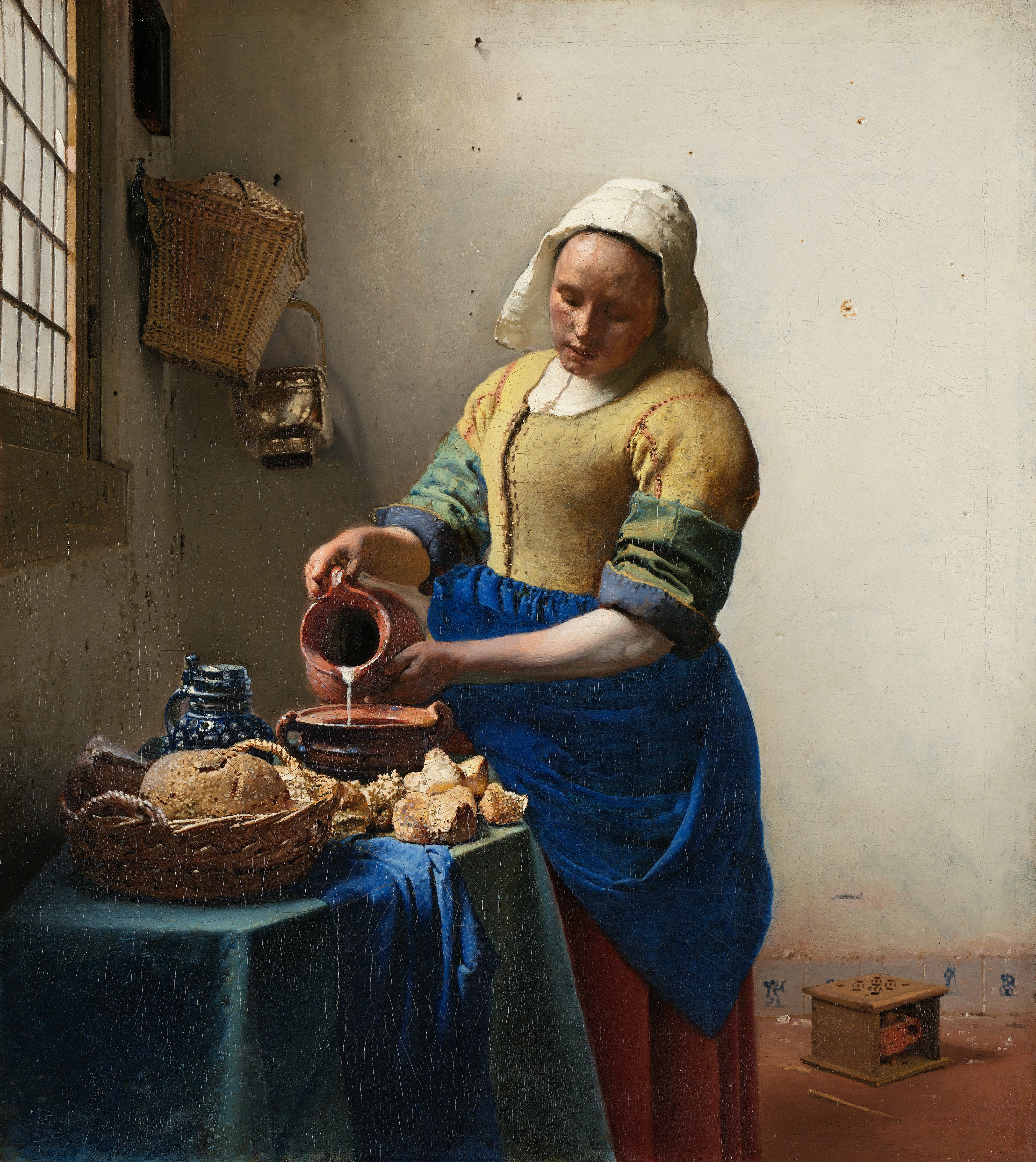
خادمة الحليب وأحياناً تسمى بخادمة المطبخ هي لوحة زيتية بريشة الرسام الهولندي يوهانس فيرمير. اللوحة معروضة حالياً في متحف ريكز بمدينة أمستردام،هولندا والتي تعتبر بلا شك أحد أفضل المعروضات بالمتحف.

رغم قلة الأعمال التي تركها ومن أهمها لوحات مشاهد داخلية، بعض اللوحات الشخصية (بورتريهات)، ولوحتين لمشاهد مَدينية (نسبة إلى المدينة) فإنها تشهد كلها على النظرة الداخلية الباطنية التي تميز بها الفنان. كان لـ«فيرمير» اهتمام كبير بالطبيعة الجامدة للأشياء، ووَظَف لأجل ذلك موهبته في التعامل مع التأثيرات الضوئية، وطريقته المتقنة في إبراز التفاصيل والبنية المادية لأشياء ولموجودات وكذا حرصه الدائم على توافق سلم الألوان.

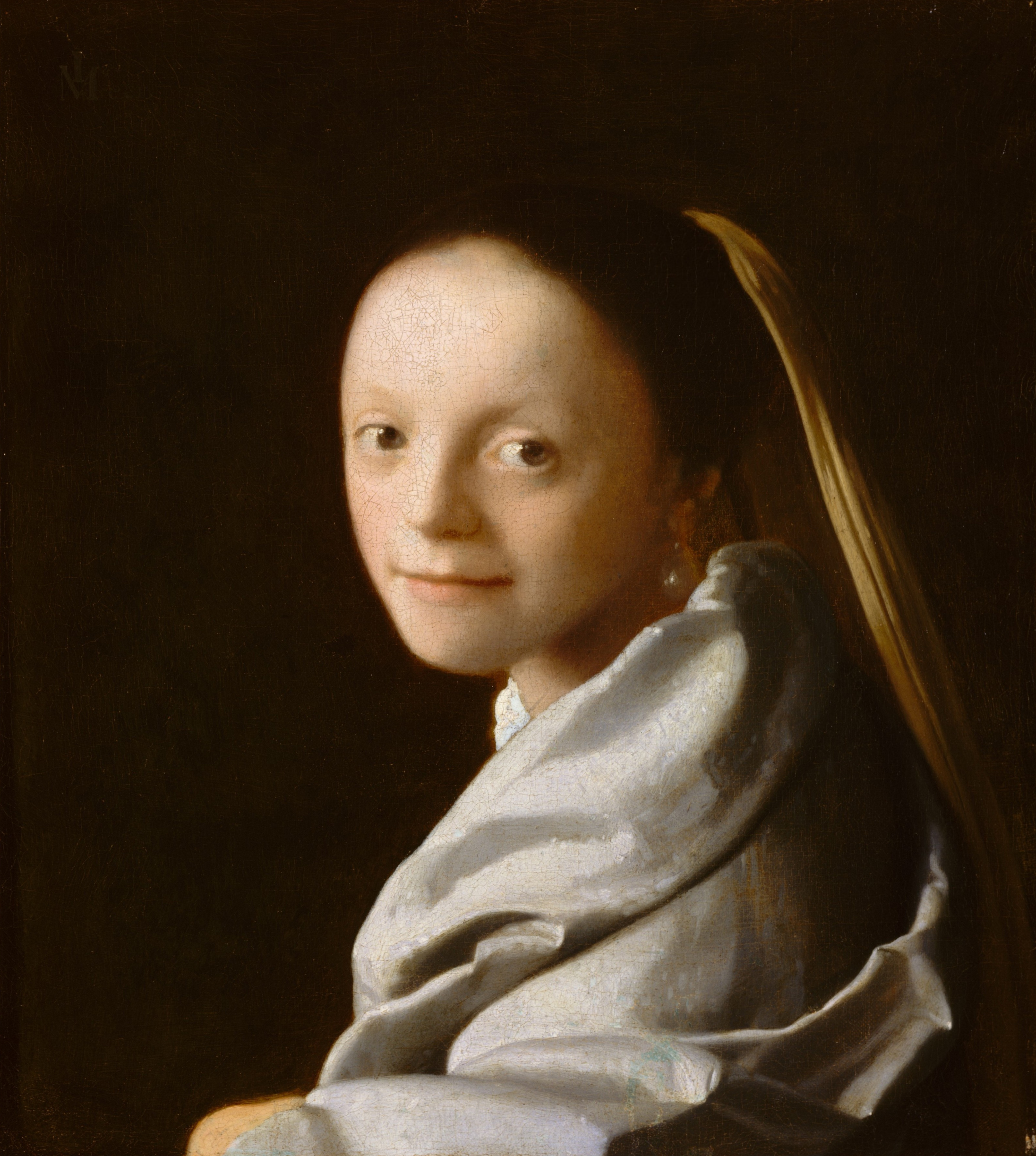
الفَتاة ذات الحِجَابُ بريشة يوهانس فيرمير، اكتملت بين عامي 1665 و1667 ، رُسمت اللوحة في نفس الوقت الذي رسمت فيه لوحة "الفتاة ذات القرط اللؤلؤي"، ولها حجم متطابق تقريبًا. وبسبب هذا، وقربها من النغمة والتكوين، فإنها تعتبر أحيانًا (نظيرة) للفتاة ذات القرط اللؤلؤي. متحف متروبوليتان الفن، نيويورك.

## الأعمال
من أشهر أعماله:
- الفتاة ذات القرط اللؤلؤي؛
- الرجل النبيل والمرأة يحتسيان الخمر- برلين؛
- منظر لدلفت (مسقط رأس الرسَّام)-لاهاي؛
- صانعة المخرمات (دانتيلا) - اللوفر؛
- الرسالة - أمستردام؛
- الورشة، - فيينا؛
- المرأة صاحبة الإبينيت (آلة موسيقية) - الناشيونال غاليري، لندن.

## رسوماته
تعد لوحة فتاة ترتدي قرطا من اللؤلؤ من أروع ما قدم هذا الرسام، ففي هذه اللوحة بالذات تجسد إبداع يوهانس من حيت التدرج في استغلال الظلال والضوء إضافة إلى انعكاس معبر للأقراط.

## روابط خارجية
- يوهانس فيرمير على موقع الموسوعة البريطانية (الإنجليزية)
- يوهانس فيرمير على موقع ميوزك برينز (الإنجليزية)
- يوهانس فيرمير على موقع إن إن دي بي (الإنجليزية)
- يوهانس فيرمير على موقع ديسكوغز (الإنجليزية)